# Maratona aquática no Campeonato Europeu de Esportes Aquáticos de 2014 - 5 km masculino
Os 5 km da maratona aquática masculina da maratona aquática no Campeonato Europeu de Esportes Aquáticos de 2014 foi realizada no dia 13 de agosto em Berlim, na Alemanha. 

## Calendário
| Fase  | Data         | Hora  |
| ----- | ------------ | ----- |
| Final | 13 de agosto | 13:30 |

Todos os horários estão no horário local (UTC+1)

## Medalhistas
| Ouro              | Prata             | Bronze            |
| Daniel Fogg (GBR) | Rob Muffels (GER) | Thomas Lurz (GER) |

## Resultados
A prova foi realizada no dia 13 de agosto ás 13:30. 
| Pos.              | Nadador              | Nacionalidade | Tempo   |
| ----------------- | -------------------- | ------------- | ------- |
| Medalha de ouro   | Daniel Fogg          | Reino Unido   | 53:41.4 |
| Medalha de prata  | Rob Muffels          | Alemanha      | 54:01.8 |
| Medalha de bronze | Thomas Lurz          | Alemanha      | 54:02.6 |
| 4                 | Simone Ercoli        | Itália        | 54:12.3 |
| 5                 | Sören Meissner       | Alemanha      | 54:19.2 |
| 6                 | Nicola Bolzonello    | Itália        | 54:33.9 |
| 7                 | Kirill Abrosimov     | Rússia        | 54:34.9 |
| 8                 | Romain Beraud        | França        | 54:43.9 |
| 9                 | Luca Ferretti        | Itália        | 54:58.3 |
| 10                | Antonios Fokaidis    | Grécia        | 55:08.0 |
| 11                | Patrik Rákos         | Hungria       | 55:19.2 |
| 12                | Artem Podyakov       | Rússia        | 55:59.1 |
| 13                | Ventsislav Aydarski  | Bulgária      | 55:59.6 |
| 14                | Matthias Schweinzer  | Áustria       | 56:10.1 |
| 15                | Márk Papp            | Hungria       | 56:21.2 |
| 16                | Antonio Arroyo       | Espanha       | 56:29.3 |
| 17                | Jan Pošmourný        | Chéquia       | 57:00.8 |
| 18                | Anton Evsikov        | Rússia        | 57:02.9 |
| 19                | Thomas Liess         | Suíça         | 57:26.3 |
| 20                | Mark Deans           | Reino Unido   | 57:28.5 |
| 21                | Kyrylo Shvets        | Ucrânia       | 57:54.0 |
| 22                | Danylo Sereda        | Ucrânia       | 58:26.4 |
| 23                | Jakub Tobias         | Chéquia       | 58:37.3 |
| 24                | Dániel Székelyi      | Hungria       | 59:46.7 |
| —                 | Pál Joensen          | Ilhas Feroé   | DSQ     |
| —                 | Marc-Antoine Olivier | França        | DSQ     |